# قص نقي

عنصر في حالة القص النقي

القص النقي في علم الميكانيكا والجيولوجيا هو تأثير قوى متجانسة ثلاثية الأبعاد على الجسم.
وهو مثال للإجهادات الغير دورانية والتي يحدث إطالة للجسم فيها في اتجاه واحد فقط بينما يتقلص عرضه المتعامد.
وللمواد اللينة أو الطرية مثل المطاط فغالبًا ما يتم استخدام القص النقي لتشخيص حدوث تصدع ميكانيكي أو فرط في المرونة.

## القص النقي وعلاقة الإجهاد والانفعال
يتم ربط إجهادات القص النقي ويرمز لها بـ{\displaystyle \tau } بانفعال القص النقي ويرمز له بالرمز {\displaystyle \gamma } من خلال العلاقة الآتية:

{\displaystyle \tau =\gamma G\,}
حيث أن {\displaystyle G} هو معامل القص للمادة ويتم الحصول عليه من العلاقة:
{\displaystyle G={\frac {E}{2(1+\nu )}}}
ومن خلال نسبة بواسون {\displaystyle \nu } ومعامل يونغ {\displaystyle E} يمكننا الحصول على القص النقي من العلاقة:
{\displaystyle \tau ={\frac {\gamma E}{2(1+\nu )}}}